# 般剌密諦
般剌密諦（梵名：Pramiti，意譯作「極量」），又譯為般剌蜜帝、般剌密帝、釋極量，生平不詳，相傳為中印度人，古代印度佛教高僧，東渡中國，誦出《楞嚴經》，之後就回到印度，不知所終。因為文獻不足，現代學者懷疑他只是個偽託的名字，實際並無其人。

## 事蹟與傳說
相傳他於唐中宗神龍元年（705年）於廣州的「制止道場〈今光孝寺〉」誦出《楞嚴經》十卷，時由烏萇國沙門彌伽鑠佉譯語，沙門懷迪證譯，居士房融筆受。未久，其本國國王怒其擅出經本，遣人追緝，般剌密諦乃泛舶西歸。事見唐智昇《續古今譯經圖記》。在之後的記載，如宋子璿《首楞嚴義疏注經》，皆來自《續古今譯經圖記》再加以修飾。《開元釋教錄》中則說，《楞嚴經》是由懷迪遇一梵僧(未得其名)，齎梵經一夾請共譯之，由懷迪筆受經旨兼緝綴文理（筆受、綴文）。
近代有學者疑《楞嚴經》為唐朝的漢人自撰，非般剌密諦所傳。《開元釋教錄》說《楞嚴經》是懷迪與不知名梵僧譯出，般剌密諦也可能只是一個化名。学者罗香林，吸取日本学者的研究成果，认为義淨《大唐西域求法高僧传》中所载的「贞固」可能就是般剌密諦。
《易筋經》、《洗髓經》二書，亦屬名般剌密諦所傳，但經學者考證，此書應該是在明末偽造的。

## 註解
1. ↑  《曹溪大師別傳》：「儀鳳元年初於廣州制旨寺聽印宗法師講《涅槃經》。......制旨寺是宋朝求那跋摩三藏置，今廣州龍興寺是也。......儀鳳元年正月十七日印宗與能大師剃髮落，二月十八日於法性寺受戒，戒壇是宋求那跋摩三藏所置。」《六祖壇經》：「遂至廣州法性寺值印宗法師講涅槃經。」《景德傳燈錄》卷5惠能傳：「至儀鳳元年丙子正月八日屆南海，遇印宗法師於法性寺。」據此，制止寺，即是法性寺，今名光孝寺，為唐初廣州著名之禪林，天竺梵僧之來華者，多於此居止。
2. ↑  懷迪，廣東羅浮山南樓寺的僧人。《開元釋教錄》：「沙門釋懷迪，循州人也，住本州羅浮山南樓寺。其山乃仙聖遊居之處。迪久習經論，多所該博，九流弋略，粗亦討尋，但以居近海隅，數有梵僧遊止；迪就學書語，復皆通悉。往者三藏菩提流志譯竇積經，遠召迪來，以充證義。所為事畢，還歸故鄉。後因遊廣府遇一梵僧 (未得其名) ，賚梵經一夾，請共譯之，勒成十卷，即《大佛頂萬行首楞嚴經》是也。迪筆受經旨，緝緞文理。其梵僧傳經事畢，莫知所之。有因南使，流經至此。」
3. ↑  房融，唐代宰相，歷事則天、中宗兩朝。武則天時，相傳他曾在光孝寺內與天竺僧人合譯經文。
4. ↑  《續古今譯經圖記》：「沙門般刺蜜帝，唐云『極量』，中印度人也。懷道觀方，隨緣濟度，展轉游化，達我支那。乃於廣州制旨道場居止。眾知博達，祈請亦多。利物為心，敷斯秘。以神龍元年龍集乙巳五月己卯朔二十三日辛丑，遂於灌頂部誦出一品《大佛頂如來密因修證了義諸菩薩萬行首楞嚴經》一部十卷。烏萇國沙門彌迦釋迦語，菩薩戒弟子、前正諫大夫、同中書門下平章事、清河房融筆受，循州羅浮山南樓寺沙門懷迪證譯。其僧傳經事畢，泛舶西歸。有因南使，流通於此。」
5. ↑  《首楞嚴義疏注經》：「大唐神龍元年乙已歲五月二十三日，中天竺沙門般剌蜜帝，於廣州制止道場譯。先是，三藏將梵本，汎海達廣州制止寺，遇宰相房融知南銓，聞有此經，遂請對譯，房融筆受，烏長國沙門彌伽釋迦譯語。翻經纔竟，三藏被本國來取，奉王嚴制先不許出，三藏潛來，邊境被責。為解此難，遂即去迴。房融入奏，又遇中宗初嗣，未暇宣佈，目錄闕書。時禪學者，因內道場得本傳寫，好而祕之，遂流此地。大通在內，親遇奏經，又寫隨身，歸荊州度門寺。有魏北館陶沙門惠振，搜訪靈跡，常慕此經，於度門寺遂遇此本，初得科判。」
6. ↑  梁啟超〈古書真偽及其年代．第一章 （页面存档备份，存于）〉：「佛教有一部最通行最有名的書叫《楞嚴經》，此書歷宋、元、明、清，直到現在在佛學中勢力還是很大，其中論佛理精闢之處固不少，但是與佛理矛盾衝突的地方亦是很多。如神仙之力說，是道家的主張，佛教本主無神論，然《楞嚴經》中不少談及神仙的話，遂令道佛界限弄得不清楚了。《楞嚴經》到現在還沒有人根本否認牠，說牠是接班人假造的，我想作一篇《辨僞考》，材料倒收集得不少了，可惜還沒有作成。認真研究佛教，應當用辨僞書的方法，考求此書的真僞，如果屬僞就可以把牠燒了。全書文章極美，四字一句，可惜思想混淆，把粗淺卑劣的道家言和片段支離的宋儒學說參雜下去，便弄糟了。若不辨清楚，作爲佛教寶典，仔細研究，或混合儒、釋、道三种思想，冶爲一爐，還說佛家真相如此，豈不枉費力氣？」
7. ↑  罗香林《唐相国房融在光孝寺笔受〈首楞严经〉翻译问题》，《现代佛教学术从刊》第35册，页330-331。
8. ↑  龔鵬程 〈達摩《易筋經》論考〉 .   [2008-05-04]. （原始内容存档于2008-01-03）.